# Flavio Cucchi
Flavio Cucchi (Revere, 24 ottobre 1949) è un chitarrista italiano.

## Biografia
Flavio Cucchi inizia lo studio della chitarra classica all'età di 5 anni con il maestro Augusto De Mori a Verona. Si iscrive al Conservatorio Luigi Cherubini di Firenze dove studia sotto la guida di Alvaro Company diplomandosi col massimo dei voti e lode. In seguito si perfeziona con Oscar Ghiglia all'Accademia Musicale Chigiana di Siena dove ottiene il diploma di Merito.

## Carriera
A otto anni tiene i primi recital a Verona, dove allora risiedeva prima di trasferirsi a Roma e poi a Firenze. Dal 1964 al 1971 si dedica alla musica pop suonando in vari gruppi. Degna di nota è la sua composizione Senti questa chitarra che anticipa il rock psichedelico in Italia e il rock progressivo. Questo brano sarà pubblicato con I Chewingum, come 45 giri dalla RCA nel 1968. Sul finire degli anni '60 collabora con la cantante folk Caterina Bueno incidendo due Long Playing per la Fonit Cetra, Se vi assiste la memoria nel 1974 e Il trenino della leggera nel 1976.
Negli anni Settanta torna al classico, e inizia una nuova carriera concertistica come solista e in duo con Paolo Paolini. Segue una specializzazione nella musica contemporanea ed entra nell'Ensemble Garbarino fondato dal clarinettista, compositore e direttore d’orchestra Giuseppe Garbarino. Con i "Solisti del Teatro alla Scala" esegue il Marteau sans maitre di Pierre Boulez alla Piccola Scala di Milano. Collabora con il soprano inglese Dorothy Dorow, specialista di musica contemporanea, con la quale tiene numerosi concerti e incide il Long Playing ‘’Ricercare.
Nel 1982 il drammaturgo Carmelo Bene lo invita a partecipare con interventi musicali alla sua lettura di testi di Dino Campana. Lo spettacolo va in scena al Palazzo dello Sport di Milano davanti a 4000 persone e viene trasmesso dalla RAI. Salvatore Vendittelli scriverà nel suo libro Carmelo Bene fra teatro e spettacolo: «memorabile l’esecuzione al Palazzo dello sport di Milano, con la partecipazione di Flavio Cucchi, la più grande chitarra classica vivente»
Sempre per Carmelo Bene, negli anni ’80 incide le musiche di scena del Pinocchio. 
Partecipa alla prima esecuzione mondiale della Sestina d'autunno di Goffredo Petrassi all’Accademia Chigiana di Siena .
Nei primi anni '80 inizia a insegnare nella prestigiosa Scuola di Musica di Fiesole, mentre nel 1986 prende la cattedra di chitarra presso l'Istituto Superiore di Studi Musicali "P. Mascagni" di Livorno che terrà fino al 2016.

### Nuove collaborazioni e tour
Nel 1986 con Paolo Paolini fonda la Guitar Symphonietta, ensemble di chitarre che verrà diretto dal compositore cubano Leo Brouwer, con cui terrà concerti in Italia e tre trasmissioni televisive per la Rai. Al teatro comunale di Firenze interpreta con il baritono William Pearson, dedicatario della composizione, El Cimarron di Hans Werner Henze, opera che in seguito ha eseguito anche al Teatro Regio (Torino) e al festival di Montepulciano.
Negli anni '90 incide una serie di CD con ARC Music e tiene diversi concerti in America, Asia ed Europa.
Negli anni 2000 l'attività concertistica internazionale si intensifica e viene invitato nei maggiori festival internazionali in America, Europa, Asia e Australia. Ha partecipato a trasmissioni radiotelevisive delle più importanti emittenti tra cui BBC, RAI, ZDF e Bayerischer Rundfunk, Televisa Mexico, All India Radio, Television Corporation of Singapore ed è apparso sulle più importanti riviste di settore. Il poeta Premio Pulitzer Yusef Komunyakaa gli dedica Ode alla chitarra’' e Chick Corea la serie di brani Ruminations for guitar.
Nel 2015 ha ricevuto dal comune di San Sano il premio Rana d'Oro insieme a Margherita Hack.

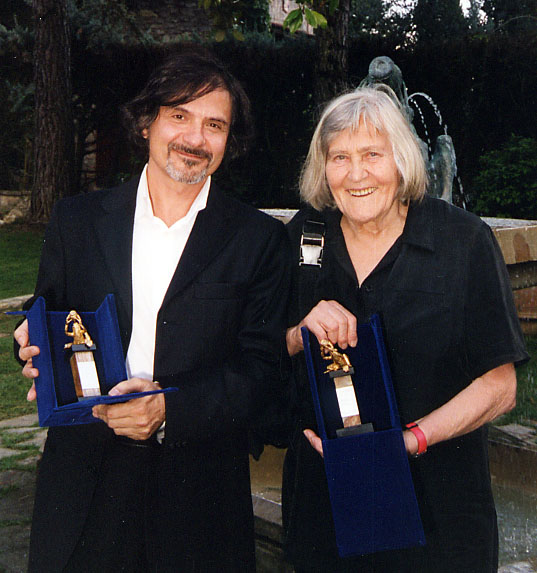
Flavio Cucchi e Margherita Hack ricevono il premio "Rana d'Oro" a San Sano

Dal 2017 inizia una collaborazione con la Discografica EMA Vinci records distribuito da Believe Digital. Nel 2023 torna con l'etichetta ARC Music, con distribuzione Naxos, e pubblica l’album digitale  “Dances” con musiche di Astor Piazzolla, Stefano Mainetti e Giulio Clementi.
Nel gennaio 2024 è stato ospite su RaiTre nella trasmissione "Via dei Matti n. 0" di Stefano Bollani.

## Discografia

### Album in studio
- 1985 – Gerhard, Villa Lobos, Britten (con Dorothy Dorow - soprano) (Ricercare, ERC 1719)
- 1990 – Flavio Cucchi plays Barrios and Villa Lobos (ARC Music, EUCD 1096)
- 1991 – Flavio Cucchi plays Brouwer (ARC Music, EUCD 1192)
- 1991 – Leo Brouwer conducts Brouwer, Vivaldi, Piazzolla, Halsster, D’Angelo (con Guitar Symphonietta) (Giulia Records, GS 201006)
- 1993 – From Yesterday to Penny Lane (con Tessarini Chamber Orchestra Radio Brno) (ARC Music,  EUCD 1247)
- 1995 – Flavio Cucchi: Italian guitar music (ARC Music, EUCD 1265)
- 1995 – Flavio Cucchi: Crossing over (ARC music, EUCD 1326)
- 1996 – Flavio Cucchi presents: Works By Castelnuovo Tedesco (ARC Music, EUCD 1365)
- 1998 – Popular works by Leo Brouwer (ARC Music, EUCD 1442)
- 1999 – Flavio Cucchi presents: American portraits (con Modì String Ensemble) (ARC Music, EUCD 1512)
- 2000 – Flavio Cucchi presents: Musica per un momento (ARC Music, EUCD 1615)
- 2003 – Guitar Favourites (Oxmedia, OM-1848-2)
- 2003 – I Maestri della chitarra – Flavio Cucchi (Seicorde)
- 2004 – From Dowland to Chick Corea (Guitart, GS/2004)
- 2012 –  Flavio Cucchi plays Latin America (Homa Dreams, HR1218)
- 2017 – Flavio Cucchi plays Chick Corea and works by Borghese, Gismonti, Clementi, Duarte (Naxos)
- 2017 – Canciones Sefardíes y Danza Judia para Guitarra (EMA Vinci records)
- 2021 – Seasons - A. Borghese (EMA Vinci records)
- 2021 – Flavio Cucchi Likes (EMA Vinci records)
- 2023 – Flavio Cucchi - Dances (ARC Music)

### Album dal vivo
- 1988 – Leo Brouwer: la obra guitarristica vol 6 (Egrem)
- 1991 – World Music Ensemble “live” (ARC Music,  EUCD 1179)

### Singoli
- 2017 – Keyboard Sonata in A Minor, K. 149 - A. Scarlatti: Flavour of Baroque (EMA Vinci records)
- 2017 – Lachrimae Pavan - J. Dowland: Flavour of Baroque (EMA Vinci records – singolo)
- 2017 – Danza del Altiplano - L. Brouwer: Music of the Americas (EMA Vinci records)
- 2017 – Un dia de Noviembre - L. Brouwer: Music of the Americas (EMA Vinci records)
- 2017 – An Idea - L. Brouwer: Music of the Americas (EMA Vinci records)
- 2017 – Changing Shadow - A. Sidney: Music of the Americas (EMA Vinci records)
- 2017 – The Earl of Essex Galliard - J. Dowland: Flavour of Baroque (EMA Vinci records)
- 2017 – Keyboard Sonata in D Major, K. 178 - A. Scarlatti: Flavour of Baroque (EMA Vinci records)
- 2017 – My Lady Hundson's Puffe - J. Dowland: Flavour of Baroque (EMA Vinci records)
- 2019 – Migalhas de Amor - J. Do Bandolim: Music of the Americas (EMA Vinci records)
- 2019 – Navai - K. Kacheh: World Music (EMA Vinci records)
- 2019 – Tio Pancho - R. A. Nicolau: Music of the Americas (EMA Vinci records)
- 2019 – Estudio No. 1 - R. A. Nicolau: Music of the Americas (EMA Vinci records)
- 2019 – Chuva na Praia de Juquí - Toquinho: Music of the Americas (EMA Vinci records)
- 2020 – Xodò da Baiana - D. Reis: Music of the Americas (EMA Vinci records)
- 2020 – Bachianinha N.1 - P. Nogueira: Music of the Americas (EMA Vinci records)
- 2020 – Rinaldo: "Lascia ch'io pianga" in D Major - G. F. Haendel (EMA Vinci records)
- 2020 – Concerto in Re Maggiore - A. Vivaldi (EMA Vinci records)
- 2020 – Adagio dal concerto RV 775 - A. Vivaldi (EMA Vinci records)

## Videografia
- 2002 – Flavio Cucchi (GMC)

## Tournée
- 1975 – Tour in India in duo con Paolo Paolini
- 1980 – Tour in Nord Europa con l'Ensemble Garbarino
- 1988 – Tour a Cuba nell'ambito del Festival dell'Avana
- 1991 – Tour in Germania con la Enrique Ugarte Camerata Munchen
- 1994 – Tour in Messico
- 1996 – Tour in Asia (Singapore, Malesia)
- 1996 – Tour in Messico e USA (Texas, Indiana)
- 1996 – Tour in Germania
- 1998 – Tour in Messico e USA (California, Texas, Indiana)
- 1998 – Tour in Germania
- 1999 – Tour in Spagna con l'Orchestra Nazionale dei Paesi Baschi
- 2003 – Tour in Asia (Singapore, Giappone) e Australia
- 2008 – Tour in Thailandia
- 2008 – Tour in Slovenia con il violinista Volodja Balralorsky
- 2010 – Concerti in Russia, Thailandia, Singapore, USA (California, Arizona)
- 2011 – Tour in Giappone
- 2012 – Tour in Giappone
- 2013 – Tour in USA (Oregon, California)
- 2014 – Tour in USA (Ohio, Kentucky, Washington, California)
- 2015 – Tour un Thailandia
- 2016 – Concerti in Russia nell’ambito del Festival di San Pietroburgo
- 2016 – Tour in Svizzera con Enrique Ugarte
- 2019 – Tour in Cina nell’ambito del Quinling Festival
- 2023 – Tour in Asia (Singapore, Malesia, Thailandia)

## Premi e riconoscimenti
Nel 1979 vince il primo premio al concorso nazionale di musica contemporanea "Città di Lecce" presieduto da Goffredo Petrassi
Nel 1979 vince il secondo premio al Michele Pittaluga International Classical Guitar Competition
Nel 1980 si aggiudica il secondo premio al concorso internazionale "Incontri chitarristici di Gargnano”.
Nel 2013 il Consiglio comunale di Revere, sua città natale, gli conferisce la cittadinanza onoraria.
Nel 2019 a Pisa riceve il premio Parsifal come riconoscimento di una vita e di una carriera dedicate alla musica.